# La donna di sabbia (film)
La donna di sabbia (砂の女?, Suna no onna) è un film del 1964 diretto da Hiroshi Teshigahara e scritto dallo scrittore e drammaturgo Kōbō Abe, tratto dall'omonimo romanzo dello stesso Abe. La pellicola vinse il Premio Speciale della Giuria al 17º Festival di Cannes.
Il film fu il secondo d'una serie di pellicole nate dalla collaborazione del regista Teshigahara e dello scrittore Abe (Otoshiana, La donna di sabbia, The Face of Another e The Man Without a Map), tutte, ad eccezione della prima (basato su un soggetto originale di Abe), ad essere tratte da dei romanzi dello stesso scrittore. Figura tra i film preferiti di Andrej Tarkovskij.

## Trama
Un professore che svolge ricerche sugli insetti in un deserto chiede ospitalità agli abitanti di un villaggio. Questi lo conducono nella capanna di una giovane vedova che ha perduto il marito e la figlia inghiottiti in una tempesta di sabbia, capanna che si trova in fondo a una depressione sabbiosa raggiungibile solo con una scala di corda. Durante la notte la scala viene però rimossa isolandolo dal resto della civiltà. La scala di corda, mancando di rigidità, è adatta soltanto per scendere, non per salire senza essere tirati su da qualcuno che invece si limita a far scendere i viveri da parte degli abitanti del villaggio. L'uomo viene costretto a riempire dei secchi con la sabbia che circonda la capanna unendosi alla donna in questa operazione ininterrotta. Ogni giorno la sabbia ricade nella depressione rendendogli una esistenza sisifea. Intrappolato nel deserto, l'uomo si troverà combattuto tra il desiderio di libertà e l'amore per la donna, la pietà e la disumanità della separazione da colei che, dando alla luce un bambino in seguito al loro rapporto, viene tirata su dagli abitanti del paese lasciandolo da solo. Pur avendo possibilità di andarsene anche lui, decide di rimandare il ritorno alla civiltà, oramai appassionato alla situazione legata alle ricerche in corso che avrebbero dovuto durare soltanto tre giorni.

## Critica
Il regista «ha evidentemente presente la lezione di  Buñuel», in particolare le scene degli scorpioni, «aracnidi da veleno micidiale, pronti a morire davanti al pericolo», che fanno da preludio a L'âge d'or. «(...) il suo è uno sguardo talvolta da entomologo sui personaggi e le loro passioni» influenzato altresì dalla «letteratura dell'assurdo». Per il film La donna di sabbia, si è fatto il nome di Kafka e «della condizione alienata e alienante dell'uomo di oggi». Nella stessa recensione del romanzo omonimo da cui il film  è tratto si dice che «il romanzo chiarisce alcune cose importanti inespresse nella pellicola, e definisce meglio il suo significato più profondo, che ha poco a che fare in verità con Kafka».

## Riconoscimenti
- Festival di Cannes 1964
  - Premio Speciale della Giuria